# Rawlson
Rawlson war eine britische Automarke.

## Markengeschichte
Don Rawlson gründete 1972 das Unternehmen Rawlson Racing in Dover in der Grafschaft Kent. Er beschäftigte sich mit Fiberglas. 1972 importierte er ein Fahrzeug von Méan Motor Engineering aus Belgien. 1976 begann die Entwicklung und 1982 die Produktion von Automobilen und Kits. Der Markenname lautete Rawlson. Keith Sharman & Co aus Colchester in Essex von 1984 bis 1986, Classic Replicars aus Ashford in Kent von 1986 bis 1987 und Western Classics aus Bradford-on-Avon in Wiltshire, später Trowbridge in Wiltshire, von 1987 bis 1989 setzten die Produktion unter Beibehaltung des Markennamens fort. Letzter Hersteller war Tiger Racing aus London, wobei unklar bleibt, ob Tiger Racing die Modelle als Rawlson oder als Tiger anbot. Die Produktion endete je nach Quelle 1990, 1992 oder 1998. Insgesamt entstanden etwa 15 Exemplare.

## Fahrzeuge
Das importierte Modell von 1972 war der CR 8. Es war ein Coupé auf Basis des Renault 4.
1982 erschien das Modell 250 LM. Das Coupé ähnelte dem Ferrari 250 LM, war aber keine exakte Nachbildung. Zunächst bildete das Fahrgestell vom VW Käfer die Basis. Der Vierzylinder-Boxermotor vom VW Käfer trieb das Fahrzeug an. Die Karosserie bot Platz für vier Personen. Ab 1983 bildete ein Leiterrahmen von Jago Automotive die Basis der Fahrzeuge, die nun von einem Motor von Ford angetrieben wurden.
Western Classics benannte das Modell 1987 in 164 LM um. Sie verwendeten ein Stahlrohrrahmen und einen Motor vom Alfa Romeo Alfasud in Mittelmotorbauweise.
Für die Zeit bei Tiger Racing sind die Namen Rawlson 250 LM und Tiger LM überliefert.